# Claudius Le Jay

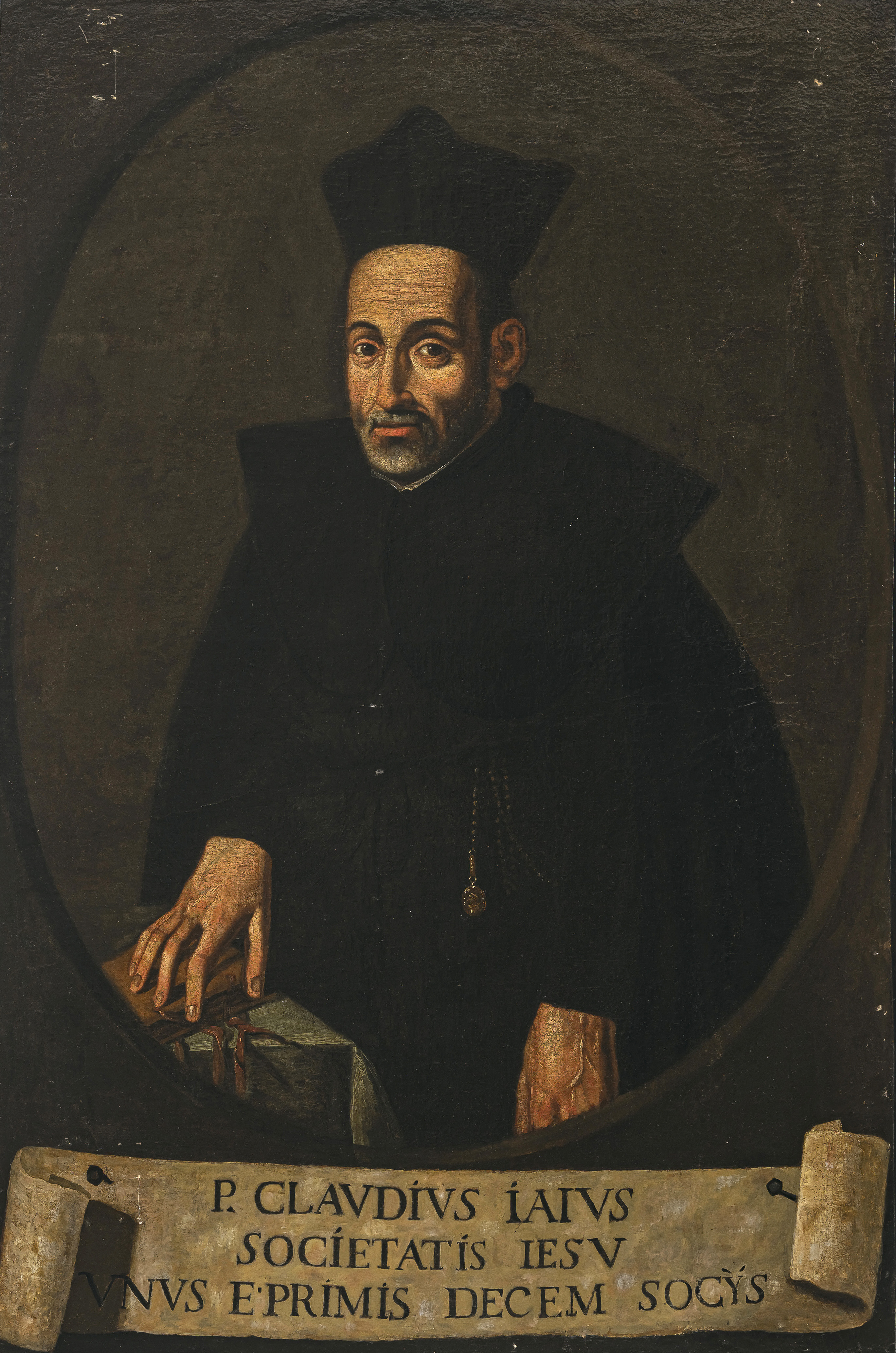
Portrait des Claudius Le Jay

Claudius Le Jay SJ (auch: Claude Jay, lateinisch Claudius Jaius, * um 1504 in Mieussy, Savoyen; † 6. August 1552 in Wien) war ein Jesuit aus Savoyen. Zusammen mit Ignatius von Loyola gehört er zu den zehn Gründern der Gesellschaft Jesu.

## Leben
Claudius Le Jay war Priester in Faverges und studierte später mit Peter Faber in Paris am Collège Sainte-Barbe Theologie. Er lernte dort die Ignatianischen Exerzitien kennen. Im Jahr 1536 zog er mit anderen Gefährten über Venedig nach Rom und nahm an den Beratungen teil, die zur Gründung der Gesellschaft Jesu im März/Juni 1539 führten.
1542 kam er mit Peter Faber auf Wunsch Herzog Wilhelms IV. nach Bayern. Von 1545 bis 1547 nahm er als theologischer Berater des Kardinals Otto von Waldburg an der ersten Sitzung des Konzils von Trient teil. Kaiser Ferdinand I. wollte ihn zum Bischof von Triest ernennen lassen. Le Jay lehnte dies mit der Unterstützung von Ignatius von Loyola ab. Ab 1549 wirkte er mit Petrus Canisius und Alfonso Salmerón an der Universität Ingolstadt.
Für eine Kolleggründung in Wien erbat Kaiser Ferdinand die Entsendung von zwei Ordensmitgliedern, die auch an der Theologischen Fakultät lesen sollten. Claudius Le Jay kam als erster am 25. April 1551 aus Ingolstadt nach Wien, bald danach traf eine weitere Gruppe von 11 Jesuiten aus Rom ein. Sie begannen sofort ihre Vorlesungen an der Theologischen Fakultät der Universität Wien. Le Jay starb aber bereits am 6. August 1552 in Wien.